# Onthophagus simplex
Onthophagus simplex là một loài bọ cánh cứng trong họ Bọ hung (Scarabaeidae).